# Азас (приток Большой Суеты)
Азас (в верховье Большой Азас) — река в России, протекает по Таштагольскому району Кемеровской области. Устье реки находится в 8 км по левому берегу реки Большая Суета. Длина реки составляет 15 км.
Имеет левый приток — ручей Амзас, и правый — Малый Азас, а также множество безымянных.

## Данные водного реестра
По данным государственного водного реестра России относится к Верхнеобскому бассейновому округу, водохозяйственный участок реки — Томь от истока до города Новокузнецк, без реки Кондома, речной подбассейн реки — Томь. Речной бассейн реки — (Верхняя) Обь до впадения Иртыша.